# 1670 Minnaert
1670 Minnaert је астероид главног астероидног појаса чија средња удаљеност од Сунца износи 2,901 астрономских јединица (АЈ).
Апсолутна магнитуда астероида је 11,38.